# Une dame aux camélias
Pour plus de détails, voir Fiche technique et Distribution.
Une dame aux camélias (La bella Lola) est un mélodrame musical franco-italo-espagnol réalisé par Alfonso Balcázar et sorti en 1962.
L'intrigue du film est basée sur le célèbre roman d'Alexandre Dumas fils, La Dame aux camélias.

## Synopsis
L'action se déroule dans l'Espagne du XIXe siècle. Une jeune chanteuse, Lola, est belle et talentueuse, mais pauvre. Elle accepte de devenir la gardienne d'un vieil homme riche, Gabriel, qui l'aide à faire une carrière musicale. Gentil, attentif et généreux, il exauce tous ses souhaits et lui offre des cadeaux. Lola apprécie son attention et sa générosité, et lui est reconnaissante pour beaucoup de choses, mais elle ne l'aime pas. Lors d'une de ses représentations, Lola rencontre un jeune aristocrate brillant, Javier. Les deux jeunes gens tombent amoureux l'un de l'autre au premier regard...

## Fiche technique
- Titre français : Une dame aux camélias[1]
- Titre original : La bella Lola[2]
- Titre italien : Quel nostro impossibile amore[3]
- Réalisation : Alfonso Balcázar
- Scénario : Jesús María de Arozamena, Miguel Cussó, José María Palacio
- Photographie : Mario Montuori
- Montage : Teresa Alcocer (es)
- Musique : Gregorio García Segura (es), Ernesto Lecuona
- Sociétés de production : Balcázar Producciones Cinematográficas, FICIT, Intercontinental Productions
- Pays de production :  Espagne -  Italie -  France
- Langue originale : espagnol
- Format : couleurs par Eastmancolor - Son mono - 35 mm
- Genre : mélodrame musical
- Durée : 111 minutes
- Dates de sortie : 
  - Espagne : 6 septembre 1962 (Madrid) ; 15 octobre 1962 (Barcelone)
  - France : 12 décembre 1962
  - Italie : 22 décembre 1962
- Affiche : Macario Gómez Quibus (Espagne)

## Distribution
- Sara Montiel : Lola
- Antonio Cifariello : Javier
- Frank Willard : Gabriel
- Luisa Mattioli : Ana
- Germán Cobos: Federico
- Laura Nucci : Mère de Javier
- José María Caffarel : Entrepreneur
- Gustavo Re : Commissaire
- Roberto Martin : Lieutenant
- Joseph Maria Angélat
- Fernando Ulloa : Docteur
- Antonio de Armenteras
- Jésus Puche
- Vicente Vega
- Luis Ciges : Avocat